# Узкоколейная железная дорога Антоновка — Заречное
Точная дата начала строительства неизвестна, ориентировочно — 1895 год. С самого начала узкоколейка предназначалась для вывоза древесины.

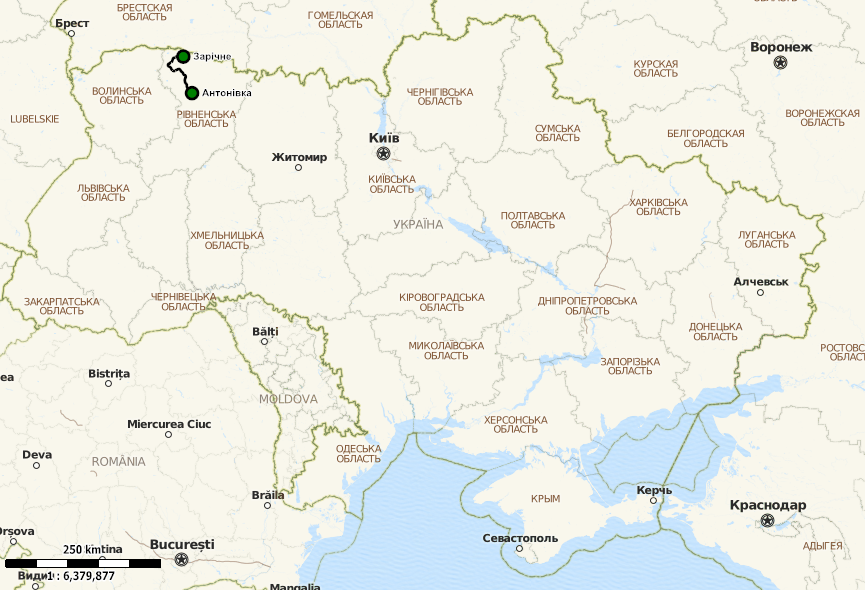
Линия на карте Украины

На станции Антоновка осуществляется пересадка пассажиров с широкой колеи, перегрузка из вагонов широкой в вагоны узкой колеи, расположен пункт технического обслуживания (ПТО) вагонов и локомотивов.
Движение поездов осуществляется посредством жезловой системы, в качестве сигнальных приборов используются семафоры и один светофор (входной станции Антоновка). Из подвижного состава используется: тепловозы ТУ2-062, ТУ2-097 (для пассажирского движения) и ТУ7-0767, ТУ7А-3108 (служебные), пассажирские вагоны ПВ40 (модель 48-051), бортовые платформы. Тепловоз ТУ2-066 был списан в 2014 году. Есть одна цистерна ВЦ-20, которая сейчас[когда?] не используется, и один снегоочиститель СО-750.

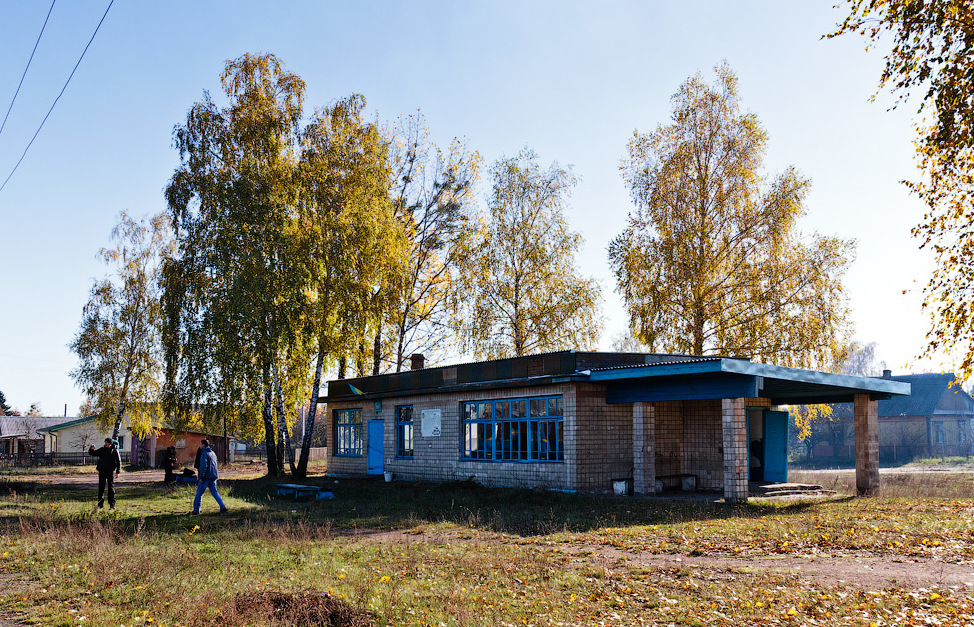
Вокзал станции